# Dwergherten
Dwergherten of dwergmuskusdieren (Tragulidae) zijn een familie van evenhoevigen die voorkomt in Centraal-Afrika en Zuidoost-Azië. De familie behoort tot de parafyletische infraorde Tragulina, die ook enkele uitgestorven families omvat, van de onderorde herkauwers (Ruminantia). Tegenwoordig leven er nog slechts drie geslachten met tien soorten. De Aziatische dwergherten worden ook wel kantjils (Indonesisch: kancil) genoemd.

## Indeling
De familie omvat de volgende geslachten en soorten:
- Geslacht Archaeotragulus†
- Geslacht Dorcabune†
- Geslacht Dorcatherium†
- Geslacht Waterdwerghert (Hyemoschus)
  - Waterdwerghert (Hyemoschus aquaticus)
- Geslacht Gevlekte dwergherten (Moschiola)
  - Indiaas gevlekt dwerghert (Moschiola indica)
  - Geelgevlekt dwerghert (Moschiola kathygre)
  - Klein gevlekt dwerghert (Moschiola meminna)
- Geslacht Siamotragulus†
- Geslacht Echte dwergherten (Tragulus)
  - Javaanse kleine kantjil (Tragulus javanicus)
  - Kleine kantjil (Tragulus kanchil)
  - Grote kantjil (Tragulus napu)
  - Balabacdwerghert (Tragulus nigricans)
  - Tragulus versicolor
  - Williamsons kantjil (Tragulus williamsoni)
- Geslacht Yunnanotherium†

## Verhalen
De kantjil is de hoofdpersoon van vele verhalen op Sumatra, Java, Celebes, Kalimantan, Maleisië en in de Filipijnen. In die verhalen raakt het kleine dier steeds in de nesten en redt zich daar dan uit door zijn grote slimheid. De kantjil vervult in de Indonesische dierenfabels de rol die Reinaert de vos heeft in de Nederlandse. Zie Kantjilverhalen (Indonesië).